# Різночинці
Різночинці («люди різного чину і звання») — міжстанова категорія населення в Російської імперії 18—19 сторіч; вихідці з духівництва, купецтва, міщан, селянства, дрібного чиновництва і збіднілого дворянства, що здобули освіту і що відірвалися від свого колишнього соціального середовища.
Формування шару різночинців було обумовлене розвитком капіталізму, що викликав великий попит на фахівців розумової праці. Вже з 1840-х рр. різночинці мали значний вплив на розвиток суспільного життя і культури, а з падінням кріпацтва стали основним соціальним шаром для формування інтелігенції. Демократичне крило різночинців, що висунуло ще до селянської реформи 1861 року ряд видних діячів визвольного руху (В. Белінський, петрашевці), у післяреформену епоху зайняло провідне місце в революційному русі.

## Історія
Р., на відміну від основних станів, верховна влада не забезпечила чіткими законодавчими нормами. Термін «різночинець» зустрічається в актах російського царя Петра I, починаючи з 1711. Ця структура була досить строкатою через зарахування до неї відставних нижніх військових чинів, солдатів, матросів з їхніми дружинами та дітьми. Вийшовши у відставку, вони не вносилися до подушного окладу (див. Подушне) й зараховувалися до Р. Цим статусом наділялися діти відставних солдатів, якщо вони народилися під час служби батьків. Вони також не сплачували подушного податку й отримали право вступу на навчання до гарнізонних шкіл, пізніше — кадетських корпусів. До категорії Р. зараховано приказних людей, зокрема тих, хто не мав права на класний табельний чин (див. Табель про ранги 1722) і служив у приказах на нижчих посадах, таких як канцелярські службовці, канцеляристи, підканцеляристи, протоколісти, копіїсти та ін. До цієї групи належали також нижчі придворні чини: конюхи, натирачі підлоги, перукарі, усі ті, хто обслуговував імператорську родину і двір. Також діти церковнослужителів, які після закінчення духовних навчальних закладів відмовлялися від духовної кар'єри і переходили на цивільну службу. Їх із представниками дворянського стану об'єднували несплата подушного податку та право навчатися, хоча і в непривілейованих, навчальних закладах, з ін. станами — заборона набувати в приватну власність землю, селян, фабрики і заводи. Їм не дозволялося записуватися в купецтво та до цехів, а тому їхня служба була єдиним джерелом існування. На середину 18 ст. становище Р. змінилося, бо частина з них була переведена до категорії платників подушного податку та залучалася до виконання інших державних повинностей, а тому їх чисельність помітно зменшилася. Із поширенням чинності російського законодавства на українську людність до цієї соціальної категорії зараховувалися так само вихідці із проміжних соціальних груп. Російська імп. Катерина II указом від 12 жовтня 1768 уточнила соціально-етнічну градацію Р. Слобідсько-Української губернії — відставні драгуни і солдати з дітьми, іноземці православного віросповідання, греки та ін. іноземці, які не прийняли російського підданства, цигани, а також діти священнослужителів (протопопів, попів, дияконів, причетників), старшинські та гусарські, позашлюбні, — указавши, хто з них переходить до непривілейованого стану зі сплатою подушного окладу. В «Учреждении для управления губерний Российской империи» нею були названі Р. як такі, що могли, оскільки були освіченими, представляти інтереси інших станів, зокрема селянського, у судах. Уточнення соціального становища Р. зафіксовано в «Статуті про банкрутів» від 19 грудня 1800. До цієї категорії зараховувалися нижні придворні, статські, відставні військові службовці, які не належали до купецького торгового стану, проте мали право на тих же умовах, що й дворяни та чиновники, набувати позику. Їм знову було заборонено володіти селянами зі штрафуванням від 500 рублів за осіб чоловічої статі та 200 руб. — жіночої, хоча Р. часто наймали в поміщиків кріпосних селян для домашнього обслуговування. Із запровадженням звання почесного громадянства 1832 до Р. належали діти особистих дворян та діти священнослужителів, у разі, якщо вступали на світське навчання, а також діти міщан і купців, які закінчували нижчі навчальні заклади. Міністерство народної освіти Російської імперії 1831 звернуло спеціальну увагу на Р., запровадивши для них відповідні класи. Про можливість вступу Р. до тих чи ін. навчальних закладів обумовлювалося в статутних положеннях, зокрема їх охоче приймали до Херсонського училища торгового мореплавства (1834). Р. активно включилися у формування цехів «вільних матросів», що засновувалися в містах Олешки та Нікополь для обслуговування військових пароплавів на Чорному морі. Ліквідація кріпацтва та ін. реформи 1860—70-х рр., що зламали станові перегородки, вплинули на чисельність Р. Мотивація для переходу з одного стану до іншого знизилася, оскільки ліквідовувались обмеження на професійну діяльність.
Наявність Р. у суспільстві свідчила про високий рівень мобільності станів, їх взаємопроникнення. На основі цієї соціальної групи почала формуватися творча (різночинна) інтелігенція (див. Інтелігенція та інтелектуали), яка працювала у всіх сферах і галузях народного господарства. Із цього часу поняття «різночинець» змінило свій попередній зміст і за цією соціальною категорією закріпилося значення прогресивно настроєного інтелігента недворянського походження.